# Mitragynin
Mitragynin eller metyl(E)-2-[(2S,3S,12bS)-3-etyl-8-metoxi-1,2,3,4,6,7,12,12boktahydroindol[2,3-a]quinolizin-2-yl]-3-metoxiprop-2-enoat är en indolalkaloid och den vanligast förekommande alkaloiden i växten Mitragyna speciosa, vars torkade eller pulveriserade blad ofta säljs under namnet kratom.
Den totala alkaloidkoncentrationen i torkade blad varierar från 0,5 till 1,5 procent. I thailändska varianter är mitragynin den vanligaste komponenten (upp till 66 procent av det totala antalet alkaloider), medan 7-hydroximitragynin är en mindre beståndsdel (upp till 2 procent av det totala alkaloidinnehållet). I malaysiska kratomvarianter finns mitragynin i lägre koncentration (12 procent av totala alkaloider). Sådana preparat konsumeras oralt och involverar vanligtvis torkade kratomblad som bryggs till te eller mals och placeras i kapslar. Mitragyninkonsumtion för medicinska och rekreationsändamål går tillbaka århundraden, även om tidig användning främst var begränsad till sydostasiatiska länder som Indonesien och Thailand, där växten växer inhemskt. Nyligen (2000-talet) har användningen av mitragynin spridit sig över hela Europa och Amerika som både en rekreations- och medicinsk drog. Medan forskning om effekterna av kratom har börjat dyka upp, är undersökningar av den aktiva substansen mitragynin mindre vanliga.
Mitragynin är narkotikaklassad i Sverige sedan 1 september 2011 och ingår i förteckning I.

## Användning

### Medicinsk
I april 2019, uppgav United States Food and Drug Administration (FDA) att det inte fanns några godkända kliniska användningsområden för kratom, och att det inte fanns några bevis för att kratom var säkert eller effektivt för att behandla något tillstånd. Detta upprepade slutsatsen i en tidigare rapport från Europeiska centrumet för övervakning av narkotika och narkotikamissbruk (ECNN). År 2023, hade mitragynin inte godkänts för någon medicinsk användning. År 2018, noterade FDA särskilt, att det inte hade gjorts några kliniska prövningar för att studera säkerhet och effekt av kratom vid behandling av opioidberoende.

#### Smärtlindring
Mitragynininnehållande kratomextrakt, med deras tillhörande mängd alkaloider och andra naturliga produkter, har i minst ett sekel använts för deras upplevda smärtlindrande egenskaper. I Sydostasien är konsumtionen av mitragynin från hela blad i kratompreparat vanligt bland arbetare som rapporterar att de använder kratoms milda stimulerande och upplevda smärtstillande egenskaper för att öka uthålligheten och lindra smärta när de arbetar. I en laboratoriestudie 2016 på en råttmodell gav alkaloidinnehållande extrakt av kratom bevis för att inducera naloxonreversibla antinociceptiva effekter i hot plate- och svanssnärtningstest till en nivå som är jämförbar med oxikodon.

#### Kronisk smärta
Kratom används ofta i USA som självbehandling för smärta och abstinens av opioid. En genomgång av befintlig litteratur från 2019 antyder potentialen hos kratom som substitutionsterapi för kronisk smärta.

#### Opioidabstinens
Så tidigt som på 1800-talet användes kratom för behandling av opioidberoende och abstinens. År 2018, nämnde  en genomgång av psykiska hälsoaspekter av kratomanvändning opioidersättning och abstinens som primära motiv för kratomanvändning. Nästan 50 procent av de cirka 8 000 kratomanvändarna som undersöktes angav kratomanvändning som resulterade i minskad eller avbruten användning av opioider. Vissa djurmodeller av opioidabstinens tyder på att mitragynin kan undertrycka och mildra abstinensen från andra opioidagonister (till exempel efter kronisk administrering av morfin i zebrafiskar).

### Rekreation
Mitragynin och dess metabolit 7-hydroximitragynin tros ligga bakom effekterna av kratom. Konsumtion av torkade kratomblad ger olika svar beroende på den konsumerade dosen. Vid låga doser rapporteras växten inducera en mild stimulerande effekt, medan större doser rapporteras ge sedering och antinociception typiska för opioider. Koncentrationen av mitragynin och andra alkaloider i kratom har visat sig variera mellan speciella "stammar" av växten, vilket också leder till "stamspecifika" effekter från konsumtion. Kratomextrakt blandas ofta med andra lättillgängliga psykoaktiva föreningar –som till exempel finns i receptfria hostmediciner – för att förstärka effekterna av de koncentrerade nivåerna av mitragynin. Effekter av mitragynininnehållande preparat från M. speciosa är smärtstillande, antiinflammatoriska, antidepressiva och muskelavslappnande egenskaper. Negativa effekter är en negativ inverkan på kognition; i djurstudier har risken för missbruk upptäckts, bland annat genom användningen av testet för betingad platspreferens (CPP), vilket tyder på en distinkt belöningseffekt för 7-hydroximitragynin.

## Farmakologi

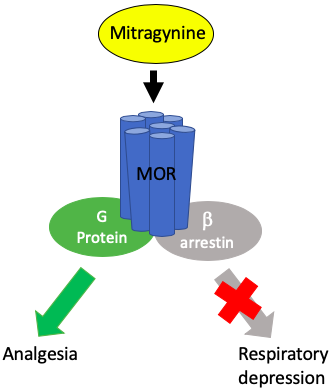
Mitragynins potentiella roll som en partisk agonist av my-opioidreceptorn (MOR), vilket gynnar beta-arrestinoberoende signalering

### Farmakodynamik
Mitragynin verkar på en mängd olika receptorer i det centrala nervsystemet (CNS), framför allt my- , delta- och kappa-opioidreceptorerna. Naturen av mitragynins interaktion med opioidreceptorer har ännu inte klassificerats helt, med vissa rapporter som tyder på partiell agonistaktivitet vid my-opioidreceptorn och andra tyder på full agonistaktivitet. Dessutom är mitragynin känt för att även interagera med delta- och kappa-opioidreceptorer, men dessa interaktioner förblir tvetydiga, med vissa rapporter som anger mitragynin som en delta- och kappa-opioidreceptorkompetitiv antagonist och andra som en fullständig agonist av dessa receptorer. I båda fallen rapporteras mitragynin ha lägre affinitet till delta- och kappa-opioidreceptorer jämfört med my-opioidreceptorer. Mitragynin är också känt för att interagera med dopamin D 2, adenosin, serotonin och alfa-2 adrenerga receptorer, även om betydelsen av dessa interaktioner inte är helt klarlagd. Dessutom visar flera rapporter på mitragynin-farmakologi potentiell partisk agonismaktivitet som gynnar signalvägar för G-protein oberoende av beta-arrestin-rekrytering, som ursprungligen ansågs vara en primär komponent för att minska opioidinducerad andningsdepression. Nya bevis tyder dock på att låg inneboende effekt vid my-opioidreceptorn är skälet till den förbättrade biverkningsprofilen för mitragynin, i motsats till G-proteinbias.
| Förening                 | Affiniteter (Ki) | Affiniteter (Ki) | Affiniteter (Ki) | Förhållanden | Ref    |
| Förening                 | MOR              | DOR              | KOR              | MOR:DOR:KOR  | Ref    |
| ------------------------ | ---------------- | ---------------- | ---------------- | ------------ | ------ |
| 7-Hydroxymitragynin      | 13,5             | 155              | 123              | 1:11:9       | [ 20 ] |
| Mitragynin               | 7,24             | 60,3             | 1 100            | 1:8:152      | [ 20 ] |
| Mitragynin pseudoindoxyl | 0,087            | 3,02             | 79,4             | 1:35:913     | [ 20 ] |

### Farmakokinetik
| t1⁄2 (h)  | 23,24 ± 16,07 |
| Vd (L/kg) | 38,04 ± 24,32 |
| tmax (h)  | 0,83 ± 0,35   |
| CL (L/h)  | 1,4 ± 0,73    |

Farmakokinetisk analys har till stor del skett i levande gnagare samt gnagares och mänskliga mikrosomer. På grund av analysens heterogenitet och bristen på mänskliga experiment som hittills utförts är den farmakokinetiska profilen för mitragynin inte fullständig. Men initiala farmakokinetiska studier på människor har gett preliminär information. I en studie av tio friska frivilliga som tog oralt administrerat mitragynin från hela bladpreparat, verkade mitragynin ha en mycket längre halveringstid än typiska opioidagonister (7–39 timmar) och nådde maximal plasmakoncentration inom 1 timme av administrationen. I en annan studie visade sig mitragynin ha en biotillgänglighet på 21 procent.

#### Metabolism
| CYP          | 1A2    | 3A4      | 2D6                |
| ------------ | ------ | -------- | ------------------ |
| IC50 (μg/mL) | 39 (6) | 0,78 (6) | 3,6 (3), 0,636 (6) |

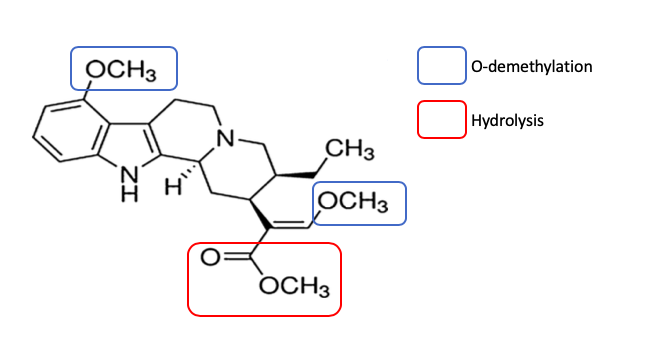
Platser för hydrolys och o-demetylering av mitragynin under de första stegen av fas I-metabolism

Mitragynin metaboliseras primärt i levern och producerar många metaboliter under både fas I och fas II.
Fas I
Under fas I-metabolism genomgår mitragynin hydrolys av metylestergruppen på C16 samt o-demetylering av båda metoxigrupperna på positionerna 9 och 17. Efter detta steg omvandlar oxidations- och reduktionsreaktioner aldehydintermediärer till alkoholer och karboxylsyror. P450-metaboliska enzymer är kända för att underlätta fas I-metabolismen av mitragynin som enligt uppgift har en hämmande effekt på flera P450-enzymer, vilket ökar risken för ogynnsamma läkemedelsinteraktioner.
Fas II
Under fas II-metabolism genomgår fas I-metaboliter glukuronidering och sulfatering för att bilda multipla glukuronid- och sulfatkonjugat, som sedan utsöndras via urin.